# Megachile rotundata
Megachile rotundata Fabricius, 1787 è un imenottero apoideo appartenente alla famiglia Megachilidae, originario del bacino del Mediterraneo ed introdotto in Nord America negli anni '50.

## Descrizione
È un apoideo lungo 8–10 mm, con capo robusto, ricoperto da una fitta peluria grigiastra.
Le femmine sono dotate di pungiglione, assente nei maschi, e presentano una struttura di raccolta del polline, formata da frange di peli (scopa), posta sotto l'addome.

## Distribuzione e habitat
La specie è originaria del bacino del Mediterraneo.

È stata introdotta accidentalmente nel Nord America già dal 1940, ed ha trovato favorevoli condizioni ambientali
che ne hanno favorito la proliferazione, assumendo un importante ruolo come impollinatore delle coltivazioni di erba medica (Medicago sativa). Più di recente è stata introdotta anche in Australia e Nuova Zelanda.

## Biologia
All'inizio dell'estate i maschi escono dai nidi qualche giorno prima delle femmine e le attendono sui fiori presenti nell'ambiente, nutrendosi di nettare. Raggiunti dalle femmine, danno inizio ad un corteggiamento, che
consiste in sfregamenti delle zampe e delle antenne sul corpo della femmina, al termine del quale avviene l'accoppiamento. Questa fase si protrae per più giorni ed ogni maschio si può accoppiare con più femmine. Subito dopo l'accoppiamento, la femmina individua un sito di nidificazione in una cavità preformata, spesso condivisa con altre conspecifiche, e inizia a raccogliere pezzetti di foglie fresche con cui tappezza il nido, ricavandovi diverse celle. In ciascuna delle celle viene ammassata una piccola quantità di polline, all'interno della quale viene deposto un uovo. Completata la ovodeposizione, l'ingresso del nido viene ostruito, sempre con pezzetti di foglie fresche.

Alla schiusura delle uova, la larva inizia a nutrirsi della riserva di polline accumulata dalla madre e ad ottobre, giunta allo stadio di larva matura, si imbozzola, per trascorrere in tale stadio l'inverno.

Nella primavera successiva, la larva riprenderà l'attività metabolica normale, sfarfallando all'inizio dell'estate.